# ピアグループ
社会学においてピアグループ（英: Peer group）とは、年齢、社会的立場、経歴、志向性などが類似した人間同士で構成される社会集団（グループ）。
児童期に典型的に現れる、友人関係の場合、幼児期の友人関係は、機会的であり、継続性がない。たまたまそこに居合わせたら友人であり、解散したら友人関係も解消される。しかし、児童期には他世代に対し排他的な徒党集団が形成される。同世代に対しても、無条件に開かれたものではなく、加盟の通過儀礼の儀式があり、いったん加盟したら、集団に対する献身を要求する。
思春期に達したら、関心の対象が異性になり、あるいは内面の問題となり、ピアグループは解体される。